# William Pitt Amherst, 1. hrabě Amherst
William Pitt Amherst, 1. hrabě Amherst (William Pitt Amherst, 1st Earl Amherst, 1st Viscount Holmesdale, 2nd Baron Amherst of Montreal) (14. ledna 1773, Bath, Anglie – 13. března 1857, Knole, Anglie) byl britský diplomat a státník. Zastával funkce u dvora, byl vyslancem v několika zemích, na cestě z diplomatické mise v Číně se na ostrově sv. Heleny se setkal s císařem Napoleonem. V letech 1823–1828 byl generálním guvernérem v Indii a v roce 1826 získal titul hraběte.
Po jeho manželce Sarah je pojmenována Amherstie sličná, její jméno nese i anglický a latinský název bažanta diamantového.

## Kariéra
Pocházel ze starobylého rodu připomínaného od 14. století, byl synem generála Williama Amhersta (1732–1781), po strýci, polním maršálu Jeffrey Amherstovi (1717–1797), zdědil titul barona z Montrealu a v roce 1797 vstoupil do Sněmovny lordů. Mezitím studoval ve Westminsteru a Oxfordu, v letech 1804–1813 a 1815–1822 zastával post královského komořího. V letech 1809–1811 byl vyslancem v Palermu (zde za napoleonských válek sídlil královský neapolský dvůr). V roce 1816 byl jmenován členem Tajné rady a vyslancem v Číně. V Pekingu se odmítl podrobit pokořujícímu ceremoniálu císařského dvora a vrátil se do Anglie. Na zpáteční cestě jeho loď ztroskotala u břehů Indonésie, poté v roce 1817 krátce pobýval na ostrově sv. Heleny, kde se několikrát setkal s císařem Napoleonem I.
V letech 1823–1828 byl generálním guvernérem v Indii, kde své úřadování zahájil zrušením cenzury. Krátce nato vypukla válka s Barmou, která měla zpočátku řadu odpůrců, ale nakonec pro Británii skončila významným rozšířením vlivu v jihovýchodní Asii. Amherst byl v roce 1826 povýšen na hraběte a v roce 1828 se vrátil do Anglie. Poté byl znovu královským komořím (1829-1830). Podruhé byl na funkci indického generálního guvernéra nominován v roce 1835, ale díky změně vlády k jeho jmenování nedošlo.

## Rodina

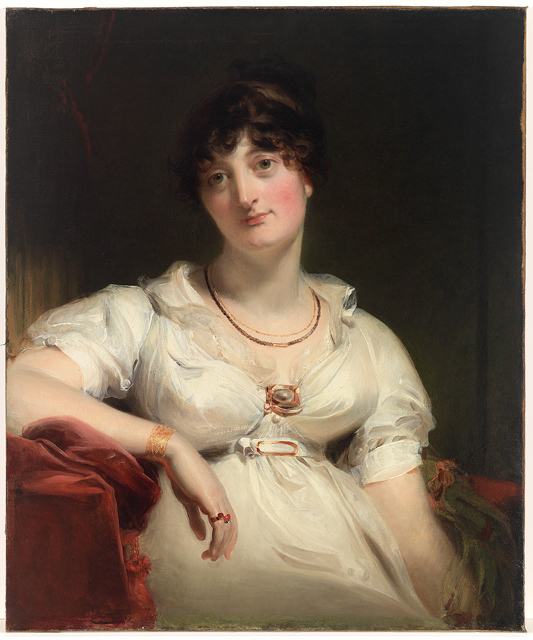
Sarah Amherst (1762–1838)

Poprvé se oženil v roce 1800 se Sarah Archer (1762–1838), vdovou po 5. hraběti z Plymouthu, jeho druhou manželkou se v roce 1839 stala Mary Sackville (1792–1864), dcera 3. vévody z Dorsetu a vdova po 6. hraběti z Plymouthu. Z prvního manželství pocházely čtyři děti, synové Jeffrey (1802–1826) a Frederick (1807–1829) zemřeli předčasně, dědicem titulů byl prostřední syn William Pitt Amherst, 2. hrabě Amherst (1805–1886), který byl před vstupem do Sněmovny lordů poslancem Dolní sněmovny. Hraběcí titul zanikl v jeho potomstvu v roce 1993 úmrtím 5. hraběte.
Zemřel na zámku Knole, který byl dědictvím jeho druhé manželky po rodině vévodů z Dorsetu.
Amherstova první manželka Sarah se amatérsky zabývala botanikou a v Indii sbírala asijské druhy rostlin, na její počest byla pojmenována okrasná dřevina Amherstie sličná. Z Indie přivezla do Evropy v roce 1828 dva kohouty bažanta diamantového a její jméno nese také anglický a latinský název tohoto živočišného druhu (Chrysolophus amherstiae, Lady Amherst's Pheasant).